# Phil O'Donnell
Phillip O'Donnell (25. marts 1972 – 29. december 2007) var en skotsk fodboldspiller som spillede for Motherwell, Celtic og Sheffield Wednesday.
O'Donnell startede sin karriere i Motherwell F.C., hvor han fik sin førsteholdsdebut i sæsonen 1990/1991. Han var med til at vinde Scottish Cup efter at have scoret for Motherwell, som slog Dundee United 4-3 i finalen det år.
29. december 2007 kollapsede Phil O'Donnell på banen under en Premier League-kamp mod Dundee United. O'Donnell skulle skiftes ud tolv minutter før kampens afslutning, og på vej ud af banen faldt han om. Lægerne skyndte sig til spilleren, og efter fem minutters behandling på banen blev han båret ud til en ambulance. O'Donnell blev kørt til Wishaw General Hospital, og til trods for lægernes gentagne forsøg på at genoplive fodboldspilleren, døde han klokken 17.18 lokal tid (18.18 dansk tid). O'Donnell efterlod sig kone og fire børn.
En foreløbig obduktion foretaget 1. januar 2008 tyder på at han døde af hjertefejl .

## Eksterne links
- Phil O'Donnells profil på WTFC.net Arkiveret 6. oktober 2007 hos  Wayback Machine (engelsk)